# ハ행전호
ハ행 전호 (ハ行転呼)란 일본어사에 있는 큰 음운변화의 하나이고, 어중・어말의 ハ행음이 ワ행음으로 변화한 현상을 말한다. 헤이안 시대에 일어나 일반화됐다. 이렇게 성립한 ワ행 음을 'ハ행 전호음'이라고 한다.

## 해설
헤이안 시대 초기의 ハ행 자음의 음가는 무성 양순 마찰음ɸ(오늘날 ファ행의 자음에 해당)이었지만, 헤이안 시대 중기 이후, ɸ는 순음퇴화 현상에 따라서 이하와 같이 양순 접근음β̞, 즉 ワ행의 음으로 변화했다.
- かは(川)(강)　kaɸa → kaβ̞a
- こひ(恋)(사랑) koɸi → koβ̞i
- うへ(上)(위)　uɸe → uβ̞e
- かほ(顔)(얼굴)  kaɸo → kaβ̞o

ハ행전호음이 진행한 것에 따라서, 상기의 예로 말하자면 원래 ｢うへ｣로 표기되었던 것이 ｢うゑ｣로 표기된 적이 있었다. 거꾸로 말하면, 당시의 수필로 보이는 일등자료(특히 훈점자료)에서 ハ행의 가나 표기에 동요가 보이는 경우, 그 시기가 바로 ハ행 전호의 진행기였던 것을 나타낸다.
또한「フ」를 제외한 어두의 ハ행 음도, 후에 순음퇴화현상에 의해서 입술을 사용하지 않는 성문 마찰음 h로 음운변화되고 있다. 이러해서 ɸa, ɸi, ɸe, ɸo의 음은, 일단 일본어의 음으로서는 소멸했지만, 근대 이후에 외래어로서 도입된「ファ」「フィ」「フェ」「フォ」는 현대어에서 ɸ로 발음되고 있다.
일본어 어휘에 있어서, 어중・어말에 ハ행 음이 있는 것(합성어는 제외)은 이 ハ행 전호의 현상 이후에 성립한 어휘임을 알 수 있다. 다만, 특수한 예로서「はは」(母)(엄마)와 같이 일단「はわ」로 변화한 후, 다시「はは」로 돌아온 것도 있다. 이것은「ちち」(父)(아빠), 「ぢぢ」(爺)(할아범)에 대응하는 「はは」(母), 「ばば」(婆)(할멈)의 체계를 유지하겠다고 일어나 변화라고 생각된다. 또 조사인 「は」와 「へ」는 한 단어이지만, 어말에 준해서 전호하고, ワ행 음이 되었다. 참고로 ワ행 음의「ヰ」「ヱ」「ヲ」는 게다가 그 후의 음운변화로써, ア행 음의「イ」「エ」「オ」로 동화해서 오늘날에 이르고 있다. 

## 가나에 있는 표기
하지만 ハ행전호음은, 실제로는 여전히 ハ행의 가나로 표기되는 경우가 많았다. 이미 그것까지의 표기방식이 관습화해 있고, 음운의 변화에 따라서 그 표기를 함부로 변경하면 단어의 식별에 지장을 받기 때문이다. 「こひ」(恋)의 표기는 문헌상「こひ」에서 자리잡아 있고, 「おもふ」(思ふ)(생각하다)와 같이 활용어미의 연체형이나 종지형이 「ふ」로 끝나는 것도, 「ふ」가 유추에 의해서 「う」가 된 적은 없었다. 이는 후지와라노 사다이에 저의 『게칸슈』를 시초로 하는 테이카 가나 표기법에서도 마찬가지이다. 다만, 사용빈도가 낮은 말이나 용례가 적지 않은 말의 경우에는, ワ행의 가나에서 표기되고 있다. 「こひ」(鯉)는 恋와 다르고「こい」「こゐ」라는 표기가『가나 문자 표기』에 보이고, 또『이세 모노가타리』의 앞에는,
むかし, おとこうゐかうぶりして… (天福本)
이고, 「うゐかうぶり」(初冠)는 본래「うひかうぶり」이지만「うゐ」로 되고 있다. 「うひかうぶり」라는 말은 이『이세 모노가타리』의 앞 이외에 거의 보이지 않는 것이고, 단어 식별 상으로부터는「ゐ」로 표기돼도 지장은 없었던 것이다.
에도 시대에 들어가면, 게이추가 음운 변화하기 이전의 상대 및 헤이안 시대의 표기가 옳다고 하는『和字正濫抄』를 저술하고, 여기서 말한 이른바 케이추 가나 사용법은 고쿠가쿠의 사이에서 지지됐다. 이윽고 메이지 시대에는 이것을 기초로 한 역사적 가나 표기법이 학교교육에서 행해지고, ハ행전호음을 포함한 어휘도 역사적 가나표기법에 따라서 나눠 쓴다. 하지만, 역사적 가나표기법은 실제 발음과 괴리가 있고, 지식적 부담량이 많은 가나 표기법이었다. 전후, 보수파를 물리치고 현대 가나 표기법이 행해지고, 그것까지 「は」「ひ」「ふ」「へ」「ほ」로 적혀있던 어중 어말의 가나 문자도, 현대음에 따라서 「わ」「い」「う」「え」「お」로 표기되고 있었다. 하지만, 조사인 「は」와「へ」를 발음대로「わ」「え」라고 표기하지 않는 것은 가나 표기법으로 남았다.

## 한자음으로의 영향

### 순음입성의 변화
한자음에는 입성이라고 불리는 어말의 파열자음이 있다. 이것을 일본 한자음에서는 모음 삽입하여「フ・ツ・チ・キ・ク」로 하고 있고, 입성 p에는 「フ」 fu 로 대응했다. 이것이 후에는 ハ행전호에 의해서 u로 변화한 경위는 전술대로이다.
다만, 숙어 중에서 뒷음절이 무성자음으로 시작되는 경우는 「フ」가 아니고 촉음「ッ」의 형태를 취하는 것이 많고, ハ행전호와는 관계없다. 예를 들면「合」(ガフ・カフ)가 「合体」「合戦」등의 숙어에서「ガッ」「カッ」로 되어있는 것은 그 예이다.
하지만, 후에는 무성자음 앞에서도 촉음을 사용되지 않는 것도 있고, 예를 들면「合成」등에서는 무성자음 앞에서도 「ガフ」의 ハ행전호형에서 유래하는「ゴウ」(gafu > gau > goh)로 됐다. 또, 甲(カフ)를 사용한「甲子」에서는 「コウシ」와 「カッシ」의 두 종류의 음독이 있다.
게다가, 최근의 현상으로서, 「十回(ジフ＋カイ)」를「ジュッカイ」라고 읽게 돼 왔지만, 이는 구래 사용되어 온 촉음형의「ジッカイ」 와, ハ행전호를 거친「十」의 음「ジュウ」(zifu > ziu > zyuh)와 혼성한 형이다.
또, 「フ」 대신에「ツ」를 사용하게 된 것도 있다. 예를 들면, 「立」(リフ) 는「建立」(コンリフ > コンリュウ) 처럼「フ」를 사용한 어휘도 있지만, 「設立」(セツリツ), 「立案」(リツアン) 처럼, 대체에서「ツ」가 사용된다. 이 때문에「押」(アフ > オウ)와「圧」(アフ > アツ)와 같이 원래 동음어이기에, 다른 자음을 가진 단어와 같이 되어 버린 것도 있다. 또, 「雑」(ザフ)와 같이「ゾウ」와 「ザツ」, 2개의 음이 병립하여 존재하는 것도 있다. 「雑巾」와 「雑菌」는 같이 「キン」이라는 발음 앞임에도 불구하고, 다른 발음이 되고 있다.

## 같이 보기
- 테이카 가나 표기법
- 역사적 가나 표기법